# Lima (futebolista)
Antônio Lima dos Santos, mais conhecido como Lima (São Sebastião do Paraíso, 18 de janeiro de 1942 – Santos, 3 de fevereiro de 2025) foi um futebolista brasileiro.
Foi um dos jogadores mais versáteis da história do futebol, jogando em várias posições como volante, lateral direito, esquerdo e zagueiro, e, por isso, tinha o apelido de "Coringa".
Fez 694 partidas oficiais pelo Santos FC, marca só superada por Pelé, Pepe e Zito.

## Carreira

### Início na várzea e no Juventus da Mooca
Ainda bem pequeno, com seis meses de idade, após o pai falecer, veio com sua mãe dona Izabel Fernandes dos Santos, morar em São Paulo. Lima começou a jogar futebol ainda menino nos campos de várzea do Belém, bairro da zona leste paulistana. Com apenas 16 anos atuava por times como Luso Nacional, Filépo, Marabá, Leão do Norte e Águia Branca.
Após ser descoberto por um ex-jogador do Juventus chamado Osvaldinho, Lima recebeu a proposta de um teste para as categorias de base do clube, onde passou nas seletivas e em 1958 passou a atuar no Infantil, Juvenil e no Aspirantes do clube, mesmo contrariando sua mãe que queria que o garoto estudasse contabilidade.
Em 1959, foi levado pelo treinador Bauer para integrar o elenco profissional, quando tinha 17 anos. Lima usou a camisa 5 grená atuando como volante. Na partida em que Pelé marcou o que considera seu gol mais bonito, no dia 2 de agosto de 1959 no Estádio da Rua Javari, Lima jogava pelo Juventus.
Em 1960, Lima foi convocado para a Seleção Paulista que disputou o Campeonato Brasileiro de seleções estaduais daquele ano, sendo reserva de Zito. No mesmo ano, foi especulado para uma provável convocação para a seleção brasileira olímpica que disputaria os Jogos de Roma de 1960, pois ainda era amador, possuindo um contrato de gaveta com o clube paulistano. Então, no mesmo ano, se tornou um jogador profissional remunerado.

### Santos FC
No ano de 1961, foi contratado pelo Santos, após se destacar no Campeonato Paulista. O novo contratado estreou em 19 de abril daquele ano, uma quarta-feira à noite, no Pacaembu, em jogo do Torneio Rio-São Paulo, onde o time santista foi derrotado pelo placar de 5 a 1 diante do Flamengo.
Apesar da idade, Lima atuou em 74 jogos no ano de 1962, e foi fundamental nas conquistas dos títulos de Campeão Paulista, Campeão Brasileiro, Campeão da Taça Libertadores e Campeão Mundial.
A última partida de Lima com a camisa do Santos Futebol Clube foi no dia 30 de outubro de 1971 no empate em 1 a 1 diante do Corinthians, no Pacaembu. Pelo Santos, Lima conquistou 22 títulos oficiais, além de inúmeros torneios. O Coringa da Vila permaneceu no Peixe até o ano de 1971, disputando 694 jogos e marcando 65 gols.

### Fim de carreira
Lima foi contratado em 1971 pelo Jalisco Gadalajara, do México, onde permaneceu até 74.
Em sua volta ao Brasil defendeu o Fluminense e em 1975 voltou para a América do Norte e jogou nos Estados Unidos pelo Tampa Bay Rowdies, antes de encerrar sua carreira na Portuguesa Santista em 1979, onde passou quatro anos.

### Seleção Brasileira
Foi relacionado na lista de 40 jogadores pré-convocados para a Copa do Mundo de 1962, mas não foi à Copa.
Ganhou sua primeira chance na Seleção Brasileira numa excursão à Europa – seu primeiro jogo foi em 26 de abril de 1963, num amistoso não oficial contra o Racing Club, de Paris.
Fez parte da Seleção Brasileira na Copa do Mundo de 1966, e atuou em três partidas, sendo um dos poucos a não ser substituído.
Ao todo, realizou 19 jogos pela Seleção Brasileira e marcou 6 gols.

### Pós aposentadoria
Na década de 1980 passou a trabalhar nas categorias de base do Santos, colaboração que exerce até hoje, como “olheiro”.
Em 2021, se tornou o oitavo Ídolo Eterno do Santos, projeto de valorização aos craques do clube.
Em 2022, foi lançado o livro "Lima: Um curinga entre reis", escrito pelos pesquisadores e jornalistas Fernando Ribeiro e Vinícius Cabral.

### Morte
Morreu no dia 3 de fevereiro de 2025 aos 83 anos, após passar 1 mês internado por problemas nos rins e no coração.

## Títulos
Santos
- Copa Intercontinental: 1962 e 1963
- Recopa Intercontinental: 1968
- Taça Libertadores da América: 1962 e 1963
- Supercopa Sulamericana dos Campeões Intercontinentais: 1968
- Campeonato Brasileiro: 1961, 1962, 1963, 1964, 1965 e 1968
- Torneio Rio-São Paulo: 1963, 1964 e 1966
- Campeonato Paulista: 1961, 1962, 1964, 1965, 1967, 1968 e 1969

## Vida pessoal
Foi casado com dona Vera Lúcia Cholby e pai de Denys e Marcel.